# Convención de Pretoria
La Convención de Pretoria o Tratado de Pretoria fue el tratado de paz por el que se dio fin la primera guerra bóer, desarrollada entre el 16 de diciembre de 1880 y el 23 de marzo de 1881 entre los bóeres de Transvaal y el Reino Unido.
Este tratado fue firmado por representantes del Ejército de la República de Sudáfrica y del Ejército Británico en Pretoria el 3 de agosto de 1881. Bajo este acuerdo la República de Sudáfrica consiguió el autogobierno bajo la supervisión británica.
La república fue restaurada con plena independencia en 1884 por el Tratado de Londres.